# Coxsackie (New York)
Coxsackie is een plaats  in Greene County in de Amerikaanse staat New York. Het plaatsje had in 2010 een bevolking van 8.918 inwoners.
Coxsackie ligt in het oosten van Green County, en grenst aan Columbia County. De countygrens is de bedding van de Hudson. Coxsackie ligt 10 km ten noorden en stroomopwaarts van de plaats Hudson. De plaats wordt doorkruist door de Interstate 87, op die locatie ook onderdeel van de New York State Thruway.
De plaats is bekend als naamgever van het Coxsackievirus, dat voor het eerst in Coxsackie geïdentificeerd werd.

## Geschiedenis
De nederzetting Coxsackie is in de zeventiende eeuw, rond 1652, door Nederlandse kolonisten gesticht, als onderdeel van de kolonie Nieuw-Nederland. Het gebied werd vanaf 1772 als district bestuurd, en kreeg vanaf 1788 stadsrechten. Coxsackie verloor een deel van haar grondgebied toen daar in 1790 Durham van werd losgemaakt. Andere afscheidingen waren Cairo, Greenville (1803), New Baltimore (1811) en Athens (1815).
Een van de eerste kolonisten in Coxsackie was Pieter Bronck, lid van dezelfde familie waar the Bronx naar vernoemd is. Het in 1663 door hem gebouwde Pieter Bronck House staat nog steeds in West Coxsackie, en fungeert nu als museum.